# Konstantin Malin
Konstantin Jakowlewicz Malin (ros. Константин Яковлевич Малин, ur. 14 sierpnia 1923 we wsi Małachowka w rejonie ozińskim w obwodzie saratowskim, zm. 4 października 2003 w Uralsku) – radziecki lotnik wojskowy, Bohater Związku Radzieckiego (1946).

## Życiorys
Skończył 7-letnią szkołę i w 1944 wojskową szkołę lotniczą w Orenburgu, od czerwca 1944 do maja 1945 uczestniczył w wojnie z Niemcami jako lotnik i starszy lotnik 175 gwardyjskiego pułku lotnictwa szturmowego 11 Gwardyjskiej Dywizji Lotnictwa Szturmowego 16 Armii Powietrznej 1 Frontu Białoruskiego. Atakował sprzęt, zapasy, magazyny i siłę żywą przeciwnika, brał udział w działaniach zbrojnych m.in. w rejonie Płocka i Szadka. Według danych z uzasadnienia nadania tytułu Bohatera Związku Radzieckiego zniszczył 9 czołgów, 119 samochodów, 68 dział, 9 moździerzy, 14 stanowisk ogniowych, 4 wagony kolejowe i 2 magazyny z zapasami broni i amunicji. Wojnę zakończył w stopniu młodszego porucznika, w 1947 jako porucznik został zwolniony z powodu stanu zdrowia, w 1957 ukończył kursy z dyplomem towaroznawstwa i później pracował w Uralsku jako kontroler-inspektor.

## Odznaczenia
- Złota Gwiazda Bohatera Związku Radzieckiego (15 maja 1946)
- Order Lenina (15 maja 1946)
- Order Czerwonego Sztandaru (dwukrotnie, 1944 i 1945)
- Order Wojny Ojczyźnianej I klasy (11 marca 1985)
- Order Wojny Ojczyźnianej II klasy (1945)
- Order Czerwonej Gwiazdy (1944)
- Medal „Za zdobycie Berlina”
- Medal „Za wyzwolenie Warszawy”

I dwa inne medale.